# Oddělení (biologie)
Oddělení (latinsky divisio) je základní taxonomická kategorie hierarchické klasifikace organismů v botanice, ale pomocná kategorie v zoologii. Je vyšší než třída (classis) a nižší než říše (regnum). Pro taxonomické jednotky na úrovni oddělení se tradičně v biologii používá stálých koncovek. V případě botaniky je to koncovka -phyta (např. Charophyta – parožnatky, nebo Pteridophyta – kapradiny), v mykologii se pak užívá koncovky -mycota (např. Zygomycota – houby spájivé). 
Jedno nebo více oddělení tvoří říši, zatímco každé oddělení se skládá z jedné až několika tříd. Příkladem velkého oddělení jsou např. vřeckovýtrusé houby (Ascomycota), čítající tisíce druhů. Naopak známe i oddělení obsahující toliko jeden jediný druh; příkladem jsou Ginkgophyta, prastará skupina nahosemenných rostlin, která dosáhla nejvyšší druhové radiace ve druhohorách a jediným jejím recentním zástupcem je druh Ginkgo biloba (jinan dvoulaločný). 